# Татлян, Жан Арутюнович
Жан Арутюнович Татлян (арм. Ժան Հարությունի Տատլյան, род. 1 августа 1943 года, Салоники) — советский, французский и российский эстрадный певец.

## Биография
Жан Арутюнович Татлян родился 1 августа 1943 года в Салониках (Греция) в армянской семье. Был младшим из троих детей. В 1947 году семья переехала в советскую Армению.
Музыкой профессионально начал заниматься ещё до совершеннолетия. Окончил эстрадно-цирковое училище в Киеве. В 1956 году вместе с семьёй переехал в Сухуми, где работал в местной филармонии. В 1961 году стал солистом Государственного джаза Армении. Впоследствии переехал в Ленинград, где начал работать в Ленконцерте, создал свой оркестр, музыкальным руководителем которого пригласил Григория Клеймица. Их дружба продолжалась всю жизнь.
Хитами также стали песни «Уличные фонари», «Воскресенье», «Осенний свет», «Песенка о капели», «Старая башня» и многие другие. Тиражи пластинок достигли свыше пятидесяти миллионов.
В 1971 году артист уехал в Париж. Пел в кабаре «Распутин», кабаре «Московская звезда», кабаре «Царевич». Позднее открыл в центре Парижа, возле Триумфальной арки, своё кабаре «Две гитары». Михаил Шемякин вспоминал, что во время очередного дружеского загула в Париже они с Владимиром Высоцким оказались ночью в ресторане Жана Татляна «Две гитары». Результатом этого визита стала песня Высоцкого «Французские бесы».
Наряду с песнями собственного сочинения значительную часть репертуара Жана Татляна составляли армянские, цыганские и русские народные песни. Быстро освоил французский язык, завёл важные знакомства. Среди друзей звёзды кино и эстрады Мишель Мерсье, Шарль Азнавур, Лайза Миннелли.
Он представлял Францию на 200-летии США в Вашингтоне. Первым из советских певцов заключил 5-летний контракт с «Империал Палас», одним из лучших казино Лас-Вегаса, по условиям которого пел 180 дней в году. На сегодняшний день не было ни одного эстрадного исполнителя из России и тем более из Советского Союза, который исполнял 4 месяца «one man show» — сольные концерты, как это делал Жан в крупнейшем казино Лас-Вегаса. Гастролировал по всему миру.
После отъезда Татляна в Советском Союзе было приказано все его записи уничтожить, и лишь благодаря самоотверженности некоторых работников радио и телевидения часть записей выступлений Татляна сохранилась.
В начале 1990-х Жан прилетел в Санкт-Петербург и дал семь аншлаговых концертов в ДК имени Горького, после чего возвратился в Версаль. 14 апреля 2000 года приехал вновь и дал серию аншлаговых концертов в БКЗ «Октябрьский». Его появление вызвало большой резонанс в прессе, он принял участие во многих передачах центрального российского телевидения и решил вернуться в Россию. Живёт в Санкт-Петербурге.
Жан Татлян исполняет песни на русском, армянском, французском, итальянском, английском, греческом и идише. Певец продолжает выступать и записывать музыкальные альбомы. В 2004 году был почётным гостем фестиваля «Славянский базар» в Витебске, где исполнил «Очи чёрные». 6 февраля 2009 года состоялся концерт Жана Татляна в Москве в театре эстрады. 11 февраля он участвовал в ток-шоу «Встречи на Моховой» — популярной программе Пятого канала, которая снимается в знаменитом Учебном театре Санкт-Петербургской театральной академии на Моховой улице. 21 января 2010 года он принял участие в концерте памяти композитора Арно Бабаджаняна в Новосибирском театре оперы и балета. 11 и 12 ноября 2011 года в Санкт-Петербурге прошли два концерта Жана Татляна. В концерте также принимала участие певица Арминэ Саркисян, исполнившая вместе с Жаном несколько произведений. В 2017 году прошёл концерт Жана в ДК имени «Ленсовета» в Санкт-Петербурге.
В настоящее время Жан Татлян работает над автобиографической книгой.
Записан также новый альбом «Мои Романсы».
В начале 2000-х построил небольшой завод премиальных соусов "ТАТАКО" во Всеволожском районе Ленинградской области. В настоящее время предприятие закрыто.

## Мнения
Американский журнал New York Magazine в 1987 году отметил:

…Жан Татлян — если уж не русский Фрэнк Синатра, то Барри Манилоу точно.
Оригинальный текст (англ.)…Jean Tatlian—if not the Frank Sinatra of Russia, then surely Barry Manilow

## Дискография
| Номер пластинки. Год издания                                  | Название пластинки           | Список песен | Аккомпанемент |
| ------------------------------------------------------------- | ---------------------------- | --- | --- |
| Грампластинки                                                 |                              | | |
| 44127-8 (78 об./мин., Shellac, 10", Mono) 1965                | -                            | - Воскресенье (А. Бабаджанян — С. Льясов) - Море зовёт (А. Бабаджанян — Г. Регистан) | Инстр. ансамбль п/у А. Бабаджаняна |
| 44131-2 (78 об./мин., Shellac, 10", Mono) 1965                | -                            | - Песенка о капели (А. Бабаджанян — Р. Рождественский) - Уличные фонари (Ж. Татлян — Юрий Гарин) | Инстр. ансамбль п/у В. Терлецкого |
| Д-00014943-4 (7", Mono) 1965                                  | -                            | - Люблю танцевать самбу, (бразильская нар. песня, обработка К. Орбеляна) — на греческом языке - Уличные фонари (музыка Ж. Татлян, стихи Ю. Гарин) - Гитарово (Бронке — Ю. Батицкий, русский текст) - Моя песня о Родине (К. Орбелян — О. Гукасян), на армянском яз. | Эстрадный оркестр Армении п/у К. Орбеляна |
| Д-00016745-6 (7", Mono) 1965                                  | «Песни А. Бабаджаняна»       | - Песенка о капели (Р. Рождественский) - Море зовёт (Г. Регистан) - Воскресенье (С. Льясов) - Лучший город Земли (Л. Дербенёв) | Инстр. ансамбль |
| 46267-8 (78 об./мин., Shellac, 10", Mono) 1966                | -                            | - Воздушные замки (Ж. Татлян — С. Льясов) - Осенний свет (Ж. Татлян — С. Льясов) | Эстрадный оркестр п/у В. Терлецкого |
| Д-00019053-54 (7", Mono) 1966                                 | «Жан Татлян поёт свои песни» | - Звёздная ночь (А. Горохов) - Ласточки (А. Ольгин) - Воздушные замки (С. Льясов) - Осенний свет (С. Льясов) | Инстр. ансамбль (1,2); Эстр. оркестр п/у В. Терлецкого (3,4) |
| 47081-2 (78 об./мин., Shellac, 10", Mono) 1967                | -                            | - Старая песня (Ж. Татлян — А. Горохов) - Хочу забыть (Г. Гарваренц — А. Горохов, русский текст) | Инстр. ансамбль |
| Д 00019499-500 (7", Mono) 1967                                | «Поёт Жан Татлян»            | - Страна влюблённых (А. Бабаджанян — Л. Дербенёв) - Воспоминание (А. Бабаджанян — Р. Рождественский) - Хочу забыть (Г. Гарваренц —А. Горохов, русский текст) - Память (А. Бабаджанян — В. Орлов) | Инстр. ансамбль (1,3); Эстрадный оркестр, дирижёр Ю. Силантьев (2,4) |
| ГД-0001773-4 (7", Flexi) / Д-00027509-10 (7", Mono) 1969/1970 | -                            | - Белый медвежонок (Ж. Татлян — Н. Малышев) - Корабли (Ж. Татлян — С. Льясов) - Старая башня (Ж. Татлян — А. Горохов) | Оркестр |
| DEG 2.002 (12", Stereo LP) 1977                               | "Djan Tatlan"                | - Тройка — Troika - Колокольчик — La Clochette (Kolokoltchik) - Моя тройка — Ma Troika - Дунайские волны — Les Flots Du Danube (Dounaiski volny) - Крылья лебяжьи — Les Ailes Du Cygne (Krylia lebiaji) - Метелица — Tourbillon De Neige (Metelitza) - Бида — Bida - Вай не не — Vai Ne Ne - Стенька Разин — Stenka Razin - Рябина — Riabina | Аранжировка - Жан Татлян, оркестр п/у Наума Перферковича |
| Компакт-диски                                                 |                              | | |
| JT-0001 (CD) 2000                                             | «Осенний свет»               | - Осенний свет (музыка Ж. Татлян, стихи С. Льясов) - Фонари (музыка Ж. Татлян, стихи Ю. Гарин) - Звездная ночь (музыка Ж. Татлян, стихи А. Горохов) - Воздушные замки (музыка Ж. Татлян, стихи С. Льясов) - Старая башня (музыка Ж. Татлян, стихи А. Горохов) - Осенние следы (музыка Ж. Татлян, стихи А. Горохов) - Ночной дилижанс (музыка Ж. Татлян, стихи И. Шустарович) - Ты остановила время (музыка Ж. Татлян, стихи Д. Панфилов) - Сколько дорог (фр.) (музыка Ж. Татлян, стихи Jacques Douvalian) - Арарат (арм.) (музыка/стихи Ж. Татлян) - Мы были, мы есть, мы будем (арм.) (музыка/стихи Ж. Татлян) - Мост любви (англ.) (музыка Ж. Татлян, стихи Джефф Морроу) | Аранжировка: Анатолий Кальварский ● С-Петербург, Игорь Кантюков, Владимир Терлецкий ● Москва, Ричард Нилс ● Лондон                                                                                             |
| JT-0002 (CD) 2001                                             | «Ночной дилижанс»            | - Ночной дилижанс (Ж.Татлян — И.Шустарович) - Колокола (Ж.Татлян — И.Шустарович) - Зеркало (Ж.Татлян — И.Шустарович) - О , танго! (Ж.Татлян — И.Шустарович) - Мой след (Ж.Татлян — И.Шустарович) - Мост любви (Ж.Татлян — Ж. Татлян, Т. Калинина) - О, Боже, не спеши (Ж.Татлян — Ж. Татлян, Т. Калинина) - Расставание (арм.) (Ж.Татлян — Ж. Татлян) - Глаза ангела (англ.) (Ж.Татлян — Джефф Морроу) - Русский блюз (англ.) (Ж.Татлян — Ж. Татлян) - Эммануэль (фр.) (Ж.Татлян — Жак Дал, Ж. Татлян) - Моя бабушка (фр.) (Ж.Татлян — Жак Дал, Ж. Татлян) | Аранжировка: Анатолий Кальварский ● С-Петербург, Игорь Кантюков ● Москва, Ричард Нилз ● Лондон, Жак Данжан ● Париж                                                                                             |
| JT-0003 (CD) 2001                                             | «Русский блюз»               | - Русский блюз (Ж. Татлян — Регина Лисиц) - Море зовёт (А. Бабаджанян — Г. Регистан) - Печали (А. Кальварский — Николай Денисов) - Я пришёл (Ж. Татлян — И. Шустарович) - Арарат (Ж. Татлян — Т. Калинина) - Метелица (А. Варламов — Д. Глебов) - Очи чёрные (О. Рейземан — Е. Гребенка) - Сон ( (арм.), фолькл.) - Мари (фр.) (Э. Манро — Э. Манро) - Влюблённый в любовь (фр.) (Ж. Татлян — Ж. Дал) - Волга — Гудзон ( (англ.), фолькл.) (сл. Ж. Татлян) - Золотая яблоня ( (англ.), фолькл.) (сл. Ж. Татлян) | Аранжировка: Анатолий Кальварский ● В. Смирнов ● С-Петербург, Игорь Кантюков ● Москва, Ричард Нилз ● Лондон, Жак Данжан ● Париж, Н. Переферкович ● Тель-Авив                                                   |
| JT-0004 (CD) 2001                                             | «Мост Любви»                 | - Мост Любви (рус.), (англ.) (Ж. Татлян — Ж. Татлян, G. Morrow, Т. Калинина) - Уличные фонари (Ж. Татлян — Ю. Гарин) - Ночной дилижанс (Ж. Татлян — И. Шустарович) - Колокола (Ж. Татлян — И. Шустарович) - Сколько дорог (фр.) (Ж. Татлян — Ж. Дал) - Мари (фр.) (Э. Манро — Э. Манро) - Осенний свет (remix) (Ж. Татлян — С. Льясов) - Метелица (А. Варламов — Е. Глебов) - Круги (англ.) (Дж. Морроу — К. Арнольд) - Иллюзии (англ.) (G. Morrow — C. Arnold) - Не ревнуй (греч.) (C. Диониссиу — К. Рувелас) - Анджело (итал.) (Ж. Татлян — R. Oliva) - Песенка о капели (А. Бабаджанян — Р. Рождественский) - Любовь — это великолепно! (англ.) (S. Fain — P. Webster) - Ответь мне (англ.) (G. Winkler — C. Sigman) - Арарат (арм.) (Ж. Таталян — Ж. Татлян) - Нежная любовь (арм.) (фолькл.) - Золотая яблоня (англ.) (фолькл. — Ж. Татлян) - Идиш Попурри (идиш) (фолькл., Ж. Татлян — фолькл.) - Очи чёрные (О. Рейземан — Е. Гребенка) | Аранжировка: Анатолий Кальварский ● В. Смирнов ● О. Петрашунас ● С-Петербург, Игорь Кантюков ● Москва, Ричард Нилз ● Дж. Алтман ● Лондон, Жак Данжан ● Париж, Н. Переферкович ● Тель-Авив, К. Широков ● Канада |
| РАР-00502CD (CD) 2002 записи 1977                             | «Русские Песни»              | - Тройка - Колокольчик - Моя тройка - Дунайские волны - Крылья лебяжьи - Метелица - Бида - Вай не не - Стенька Разин - Рябина | Аранжировка - Жан Татлян, оркестр п/у Наума Перферковича |
| FONO 0046 (CD) 2002                                           | «Зеркало жизни»              | - Ночной дилижанс (Ж. Татлян — И. Шустарович) - Осенний свет (Ж. Татлян — С. Льясов) - Уличные фонари (Ж. Татлян — Ю. Гарин) - Воздушные замки (Ж. Татлян — С. Льясов) - Зеркало жизни (Ж.Татлян — И.Шустарович) - Колокола (Ж.Татлян — И.Шустарович) - Море зовёт (А. Бабаджанян — Г. Регистан) - Капель (А. Бабаджанян — Р. Рождественский) - Арарат (арм.) (музыка/стихи Ж. Татлян) - Мари (фр.) (Э. Манро — Э. Манро) - Сколько дорог (фр.) (Ж. Татлян — Ж. Дал) - Мой след (Ж.Татлян — И.Шустарович) - Иллюзии (англ.) (G. Morrow — C. Arnold) - Золотая яблоня (англ.) (фолькл. — Ж. Татлян) - Я пришёл (Ж.Татлян — И.Шустарович) - Метелица (А. Варламов — Е. Глебов) - Очи чёрные (О. Рейземан — Е. Гребенка) | Аранжировка: Анатолий Кальварский, В. Смирнов ● С-Петербург, Игорь Кантюков ● Москва, Ричард Нилз ● Лондон, Н. Переферкович ● Тель-Авив, Жак Данжан ● Париж                                                    |
| BoMB 033-113 (CD) 2003 записи 1966—1968                       | «Золотая коллекция ретро»    | - Капель (Песня о капели)(А. Бабаджанян — Р. Рождественский) - Лучший город Земли (Л. Дербенёв) - Море зовёт (А. Бабаджанян — Г. Регистан) - Хочу забыть (Г. Гарваренц —А. Горохов, русский текст) - Ласточки (Ж. Татлян — А. Ольгин) - Старая песня (Ж. Татлян — А. Горохов) - Страна влюблённых (А. Бабаджанян — Л. Дербенёв) - Фонари (Уличные фонари) (Ж. Татлян — Ю. Гарин) - Осенние следы (Ж. Татлян — Ж. Татлян) - Воспоминание (А. Бабаджанян — Р. Рождественский) - Звездная ночь (Ж. Татлян, стихи А. Горохов) - Память (А. Бабаджанян — В. Орлов) - Воскресенье (А. Бабаджанян — С. Льясов) - Осенний свет (Ж. Татлян — С. Льясов) - Белый медвежонок (Ж. Татлян — Н. Малышев) - Корабли (Ж. Татлян — С. Льясов) - Старая башня (Ж. Татлян, стихи А. Горохов) - Я верю (Ж. Татлян, стихи А. Горохов) | Эстрадный Оркестр П/у К. Орбеляна (8), Эстрадный Оркестр П/у В. Терлецкого (14), Эстрадный Оркестр П/у Ю. Силантьева (10,12) ремастеринг — Олег Бобков                                                         |
| JT-0005 (CD) 2007                                             | «Арарат»                     | - Карабах ду им арцах (арм.) - Сыновья — Каджари вортинэр (арм.) - Мы были, мы есть, мы будем — Мэнк каинк, мэнк каинк, йэв (арм.) - Арарат (арм.) - О, Небо! — Тер аствац (арм.) - Расставание — Иэрп эранум эм (арм.) - Ты — Ду (арм.) - Сколько дорог — Воркан тжанапарнэр (арм.) - Сон — Иэраз (арм.) - Эммануэл (арм.) - Нежная любовь — Им ануш йар (арм.) - Карабах ты мой арцах - Сыновья - Мы были, мы есть, мы будем - Арарат - О, Небо - Расставание - Ты - Сколько дорог | Бэк-вокал: Арминэ Саркисян, Лада Колосова |
| JT-0006 (CD) 2007                                             | «Россия»                     | - Дунай - Моя тройка - Шар голубой - Коробейники - Ямщик - Колокольчик - Тройка мчится - Дубинушка - Стенька Разин - Осенние следы - Очи чёрные - Калинка - Две гитары - Волга — Гудзон (англ.) - Золушка (англ.) - Бродяга (англ.) - Золотая яблоня (англ.) | - |
| JT-0007 (CD) 2010                                             | «Судьба»                     | - Пять шагов - Судьба - Рай любви - Чёрный Орфей (англ.) - Лунный дождь (арм.), (фр.) - Чужая милая - Чашка кофе - Корабли (запись 1967 года) - Белый медвежонок (Мишка) - Воспоминание (запись 1967 года) - Осенний свет (remix) - Ты поверь - Бумажный голубь - Под небом Парижа (фр.) - Русский блюз - О, Боже, не спеши! - Гитарова | Саксофон ● Мушэг Гурджиян - М. Жидких ● 1, 11, 12, 13, 15 Аранжировка ● Олег Петрашунас Кирилл Широков 11 ● Анатолий Кальварский ● 2, 7, 9                                                                     |
| JT-0008 (CD) 2011                                             | «Мои Романсы»                | - С первым снегом - Письмо к матери - Воспоминание - Из какой ты сказки - Эх, дороги - Старый двор - Милая - Чужая милая - Круги (англ.) - Мари (фр.) - Сколько дорог (англ.) - Эммануэль (фр.) - Ответь мне (англ.) - Я пришел - Ангел мой (англ.) Бонус - Лунный дождь (арм.), (фр.) - Осенние следы - Зеркало жизни - Осенний свет - Фонари | - |